# ラジオ佐世保
株式会社ラジオ佐世保（ラジオさせぼ）は、かつて長崎県北部をサービスエリアとしていたAMラジオ放送局である。

## 放送局概要
- 会社・放送局名 ラジオ佐世保
- 会社設立日 1953年（昭和28年）10月20日
- 資本金 850万円
- 本放送開始日 1954年（昭和29年）4月1日
- コールサイン JOMF
- 周波数 1400kc
- 出力 500W

## 設立の経緯
- 長崎市にラジオ長崎開局後、佐世保市を中心とした長崎県北部には中継局が設置されておらず、ラジオ長崎の受信状態が悪かった。その為、佐世保市の財界・有志らが県北部を聴取地域としたラジオ局の設立を計画、ラジオ佐世保の設立に至った。その後、以下の沿革のとおり開局から半年ほどでラジオ長崎と経営統合し、県内1波となった。ラジオ佐世保はこれにより長崎放送（NBC）の放送支局となった。

## 沿革
- 1952年（昭和27年）9月12日 - 長崎平和放送設立（後にラジオ長崎へ社名変更）
- 1953年（昭和28年）
  - 3月1日 - ラジオ長崎、本放送開始
  - 5月31日 - 免許申請
  - 10月20日 - 会社設立
  - 11月28日 - 九州電波監理局、ラジオ佐世保とラジオ長崎両社に競願調停試案を提示
  - 12月29日 - 送信アンテナ完成
- 1954年（昭和29年）
  - 1月12日 - 佐世保市長、長崎市長連名でラジオ佐世保とラジオ長崎に合併斡旋を勧告
  - 2月18日 - ラジオ佐世保とラジオ長崎両社、合併契約書に調印
  - 3月3日 - 予備免許交付
  - 3月16日 - 本免許交付
  - 3月20日 - 局舎完成
  - 3月25日 - サービス放送開始
  - 4月1日 - 本放送開始
  - 5月1日 - ラジオ九州（現：RKB毎日放送）、ラジオ長崎とともに「KNSネット」を結成
  - 10月18日 - ラジオ長崎と合併、長崎放送設立

## ゆかりの人物
- 二谷英明（俳優。開局とともに入社、記者やアナウンサーで在籍したが、2年で退社。2012年（平成24年）1月7日死去）

## トピック
- 2007年（平成19年）7月22日、FMさせぼ（はっぴぃ!FM）が開局し、53年ぶりに佐世保市に本社を置くラジオ局が復活した。